# Ratatouille (attractie)
Ratatouille is een trackless darkride in het Franse Walt Disney Studios Park en Amerikaanse Epcot.

## Rit
De darkride is gebaseerd op de Disney animatiefilm Ratatouille. Tijdens de rit nemen bezoekers plaats in voertuigen die gedecoreerd zijn naar ratten. Per voertuig is plaats voor zes personen. Tevens krijgen de bezoekers een 3D-bril op. De darkride is een zogenaamde trackless darkride, wat betekent dat er geen rails is waarover de voertuigen bewegen en dat de voertuigen ieder hun eigen route kunnen hebben die door de route van een ander voertuig kan worden beïnvloed. Tijdens de rit rijden de voertuigen door verschillende hallen die volledig gedecoreerd zijn naar onderdelen binnen een restaurant zoals de keuken. Echter zijn alle objecten vele malen uitvergroot, waardoor het idee opgewekt wordt dat men even groot is als een rat. De scènes worden afgewisseld door 3D-beelden, waarin te zien is dat restaurantpersoneel ratten probeert te verjagen.
De rit is in beide Disney-parken vrijwel identiek. De versie in Epcot heeft een extra scene in de wachtrij. Qua exterieur verschillen beide dakrides volledig. Alleen de bouwstijl is een overeenkomst.
Voor de attracties keerde acteurs Patton Oswalt, Peter Sohn, Lou Romano en Brad Garrett terug in hun rollen als Remy, Emile, Linguini en Gusteau uit de originele animatiefilm.

## Locaties

### Walt Disney Studios Park
Deze versie heet L'Aventure Totalement Toquée de Rémy en bevindt zich in het themagebied Worlds of Pixar aan een plein, La Place de Rémy, waarin zich diverse gebouwen in Franse stijl bevinden. Ook het straatmeubilair is in Parijse sferen gerealiseerd. Te midden van het plein staat een fontein, waarop zich beeldhouwwerken van ratten bevinden. Verwijzend naar de karakters uit de gelijknamig Disney-film.

De bouw van de attractie startte in 2010 met het bouwrijp maken van de grond. Twee jaar later in 2012 startte de bouw van de attractie zelf, waaraan 4000 personen werkten. Uiteindelijk opende de, €200 miljoen kostende, attractie op 10 juli 2014. De soft-opening vond er eerder plaats op 21 juni 2014. Het idee voor de attractie ontstond in de jaren 00. De techniek was echter nog niet vergevorderd. Er werden daarom diverse testen gedaan in een hal in de Amerikaanse stad Detroit. Ook Pixar keek op de achtergrond mee met de ontwerpfase.

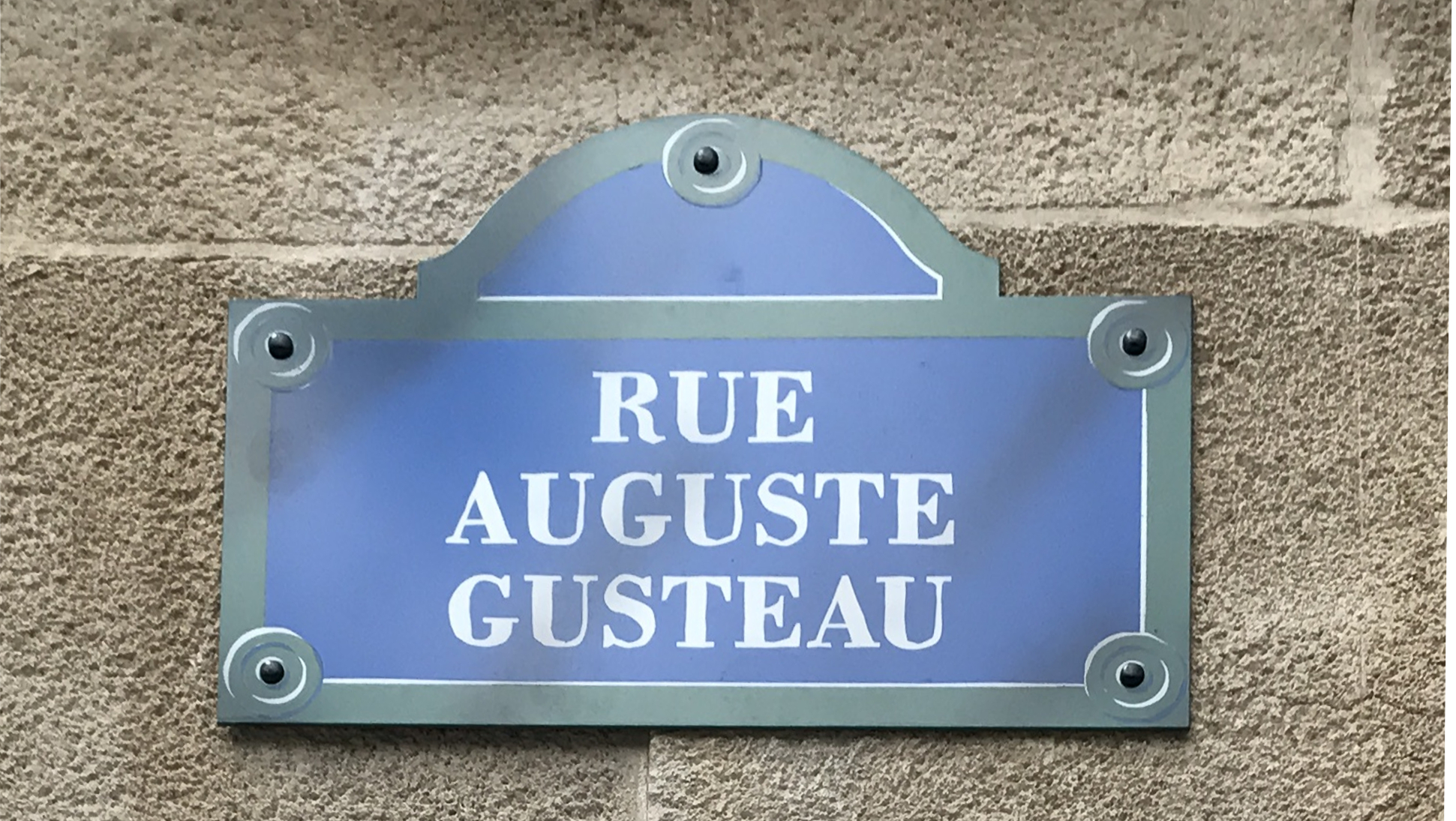
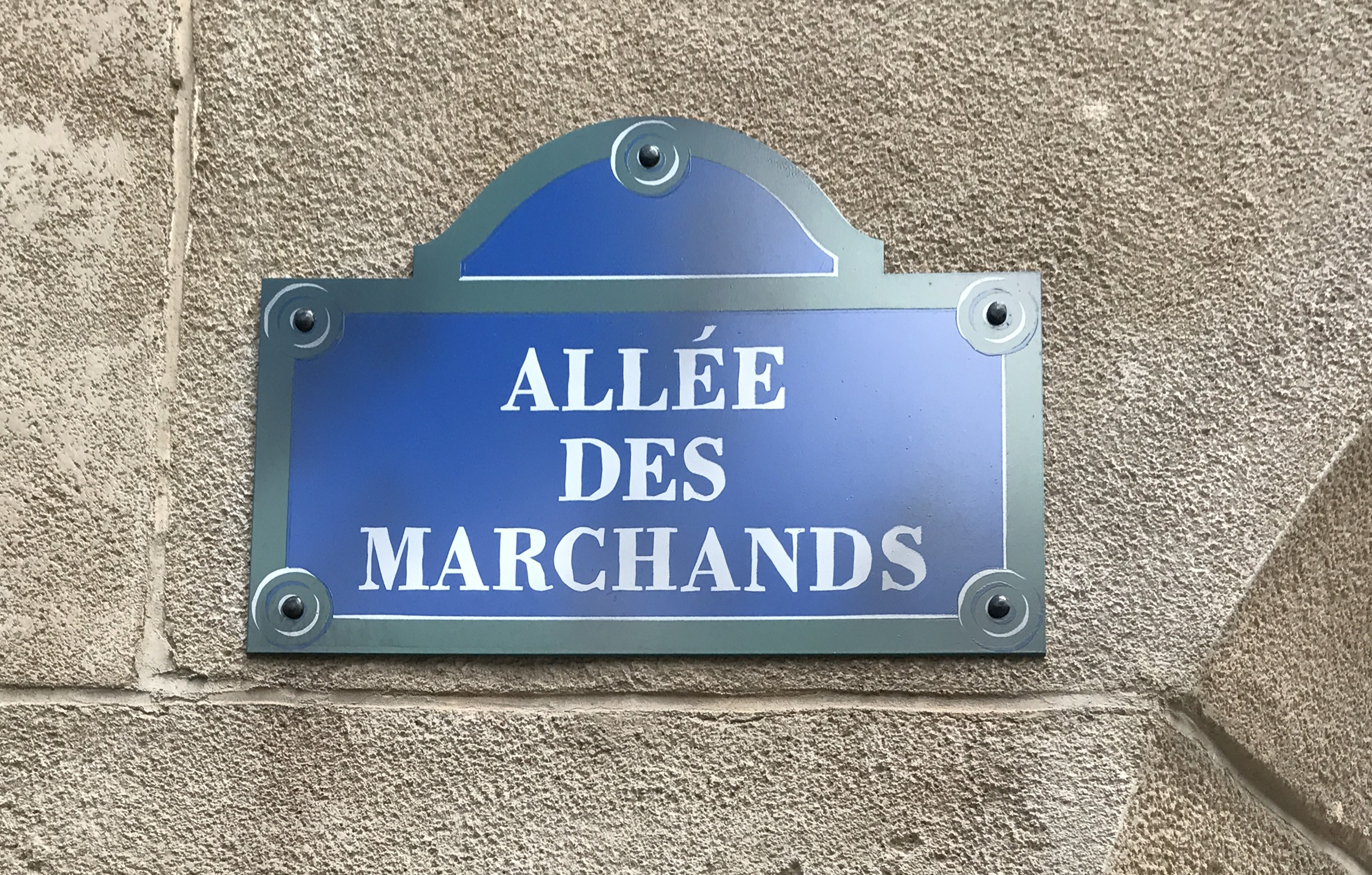
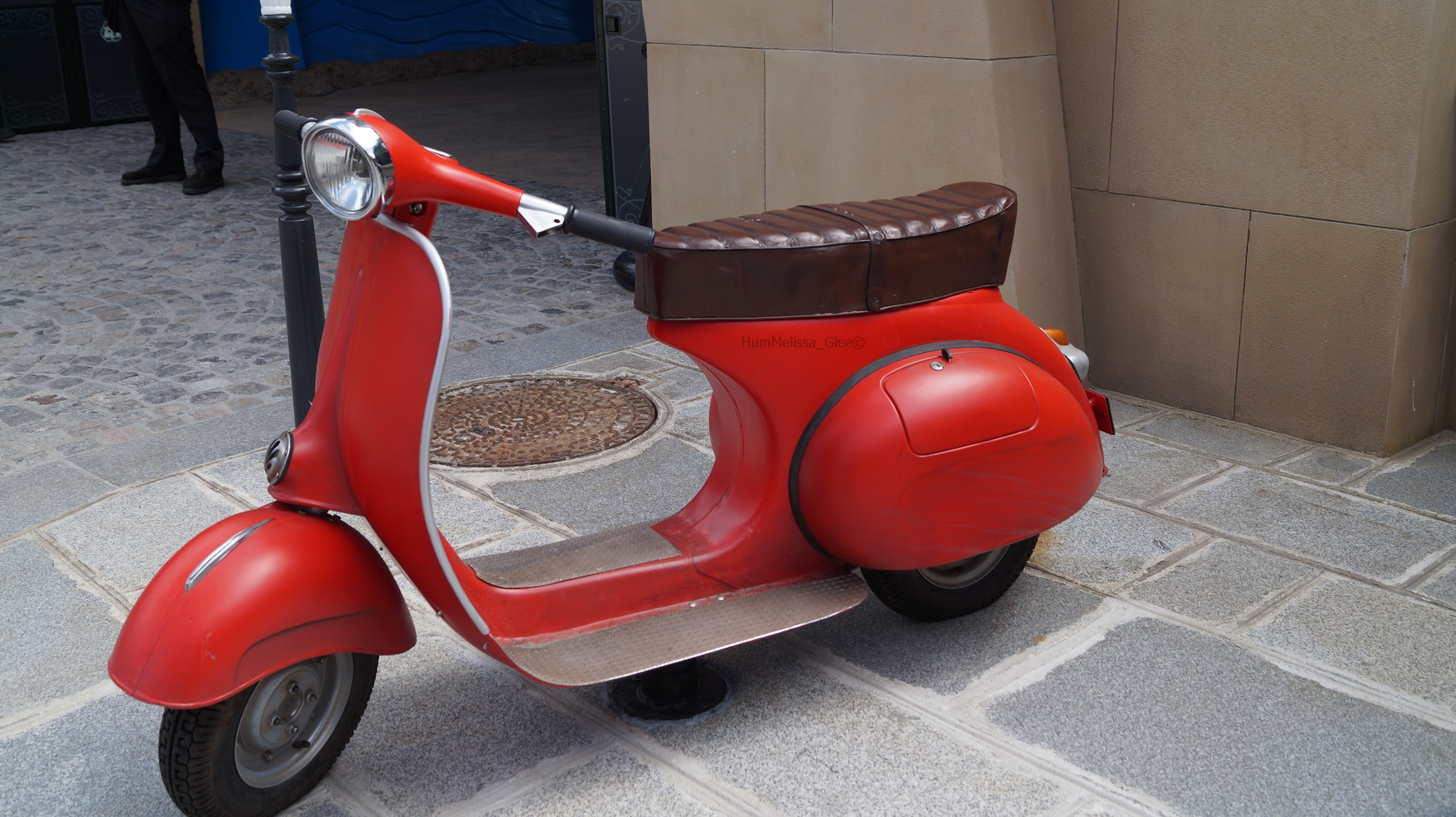

### Epcot
In juli 2017 heeft Walt Disney World bekend gemaakt dat in het Franse paviljoen van Epcot de darkride ook gebouwd zal gaan worden. De darkride opende onder de naam Remy’s Ratatouille Adventure. Op 21 augustus 2021 mochten genodigden een rit maken in de attractie.

## Galerij

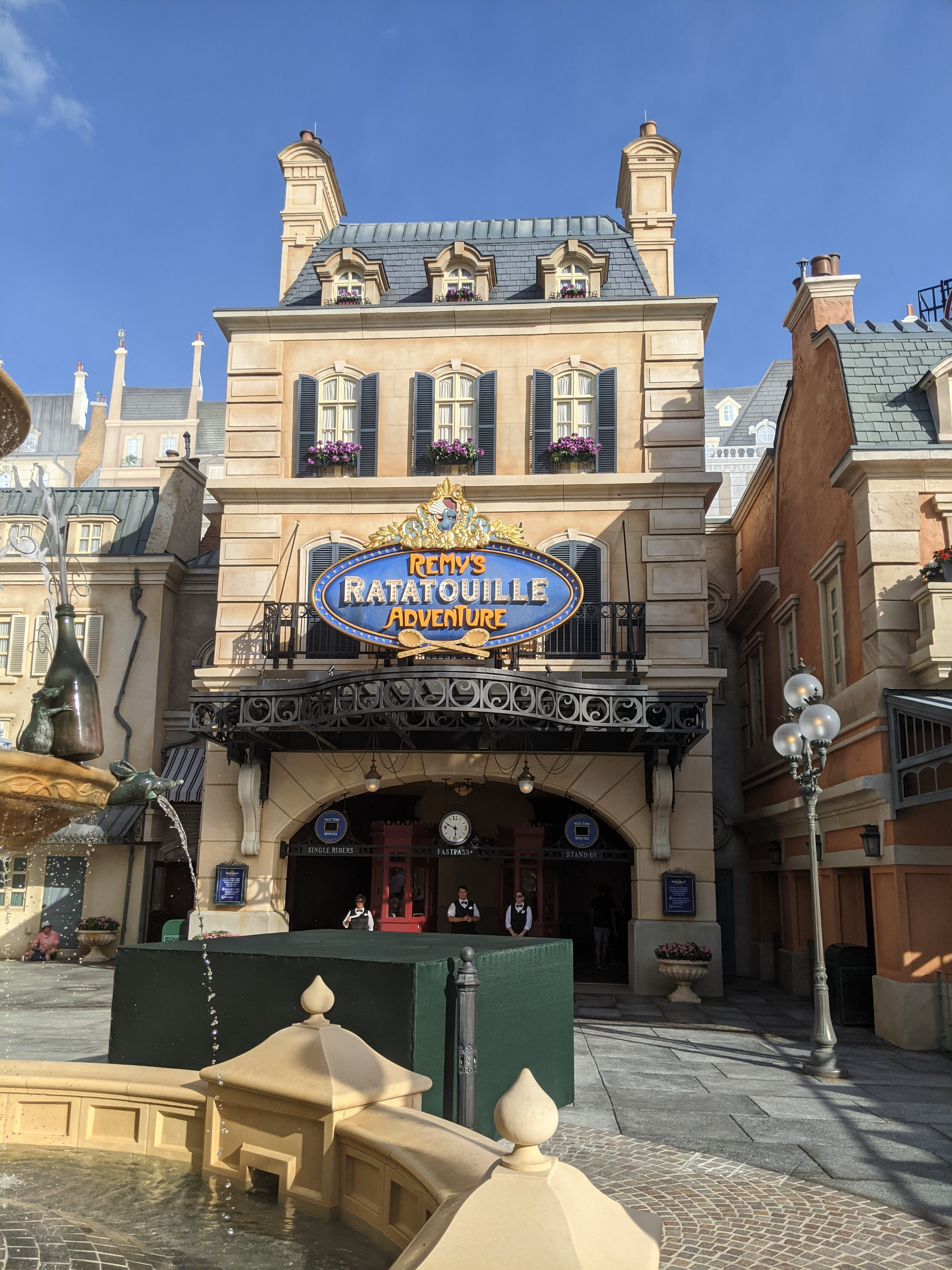
Entree
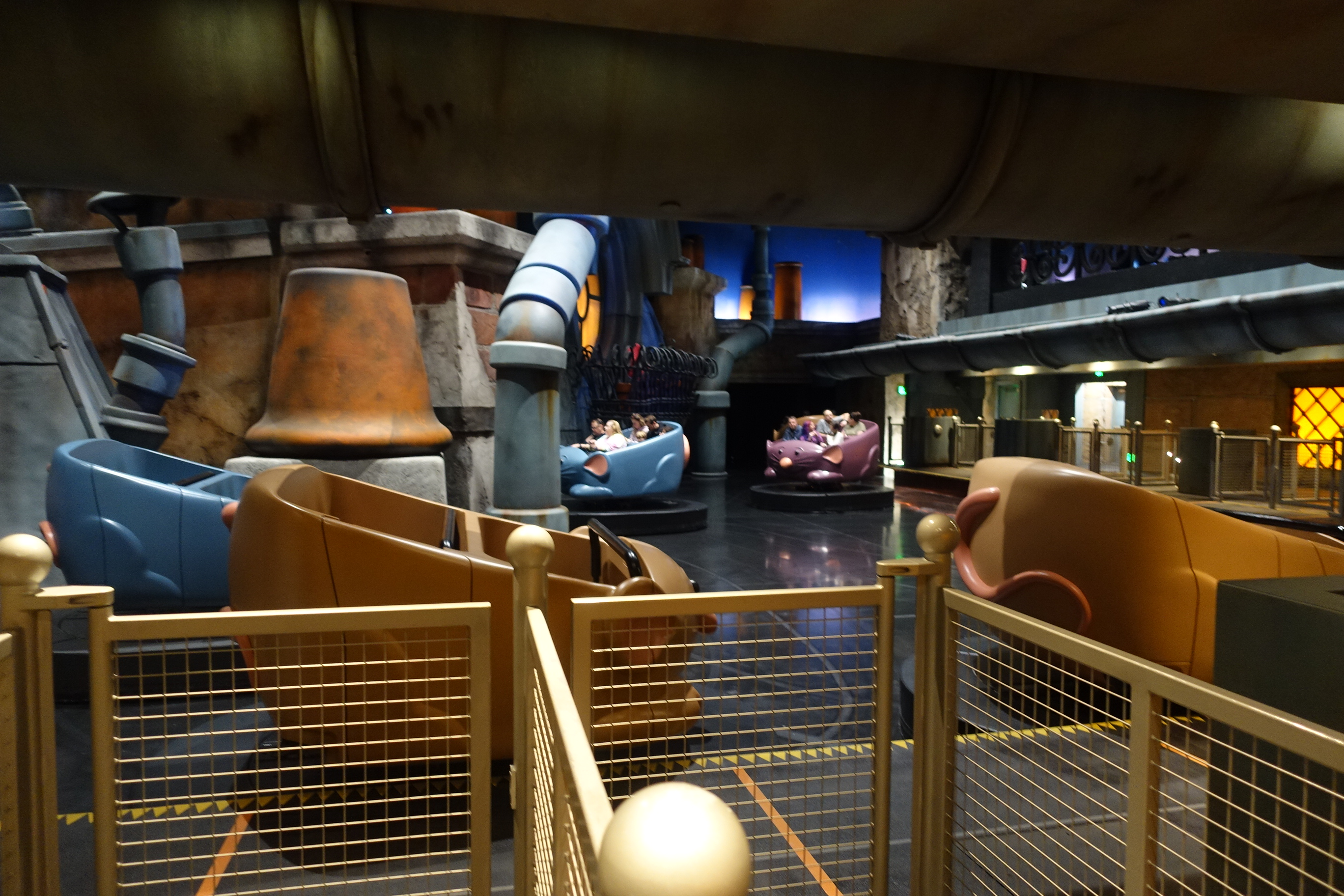
Station